# 4822 Karge
4822 Karge је астероид главног астероидног појаса чија средња удаљеност од Сунца износи 2,253 астрономских јединица (АЈ).
Апсолутна магнитуда астероида је 13,7.